# 639 (szám)
A 639 (római számmal: DCXXXIX) egy természetes szám.

## A szám a matematikában
A tízes számrendszerbeli 639-es a kettes számrendszerben 1001111111, a nyolcas számrendszerben 1177, a tizenhatos számrendszerben 27F alakban írható fel.
A 639 páratlan szám, összetett szám, kanonikus alakban a 32 · 711 szorzattal, normálalakban a 6,39 · 102 szorzattal írható fel. Hat osztója van a természetes számok halmazán, ezek növekvő sorrendben: 1, 3, 9, 71, 213 és 639.
A 639 négyzete 408 321, köbe 260 917 119, négyzetgyöke 25,27845, köbgyöke 8,61325, reciproka 0,0015649. A 639 egység sugarú kör kerülete 4014,95541 egység, területe 1 282 778,254 területegység; a 639 egység sugarú gömb térfogata 1 092 927 072,3 térfogategység.